# Anne McLellan
Pour les articles homonymes, voir McLellan.
A. Anne McLellan (née le 31 août 1950 à Hants County, Nouvelle-Écosse) est une femme politique canadienne et une ancienne vice-première ministre du Canada.

## Biographie
Ancien professeur de droit, d'abord à l'Université du Nouveau-Brunswick, puis à l'Université de l'Alberta, où elle devient chef de département et doyenne de l'université.
Sa carrière en politique débute lorsqu'elle est élue dans la circonscription d'Edmonton-Nord-Ouest lors de l'élection fédérale de 1993. Elle remporte son siège par seulement 12 votes.  Sa tendance à remporter ses élections par des marges très minces lui vaut d'ailleurs le surnom de Landslide Annie (Annie raz-de-marée).
Une des deux seuls députés libéraux en provenance de l'Alberta, elle grimpe rapidement les échelons du Parti libéral du Canada. Elle est nommée ministre des ressources naturelles.
Elle réussit à se faire réélire lors de l'élection de 1997 et de celle de 2000, toujours de justesse, malgré l'impopularité du Parti libéral du Canada en Alberta. Elle est ministre de la Justice de 1997 à 2002 et ministre de la santé de 2002 à 2003.
Avec l'arrivée au pouvoir du Premier ministre Paul Martin, elle est nommée vice-première ministre. Elle est également ministre de la Sécurité publique, un dossier dont était chargé John Manley et qui est devenu un ministère complet. Elle est réélue lors de l'élection fédérale de 2004. Toutefois, lors de l'élection de 2006, elle perd son siège face au candidat conservateur Laurie Hawn.